# روتس
شهر روتس (به آلمانی: Rötz) در ایالت بایرن در کشور آلمان واقع شده‌است.